# Trofeo Melinda
Il Trofeo Melinda-Val di Non è stata una corsa in linea maschile di ciclismo su strada che si disputava annualmente, nel mese di giugno, in Trentino, Italia. Ha fatto parte del circuito UCI Europe Tour, classe 1.1, ed era organizzato dal GS Melinda.

## Storia
Il Trofeo Melinda viene organizzato per la prima volta nell'agosto 1992, in accordo con Franco Mealli, responsabile di numerose corse ciclistiche, al fine di sostituire il Giro dell'Umbria nel calendario internazionale maschile. Organizzatore della nuova competizione è il Gruppo Sportivo Melinda, sodalizio trentino – sponsorizzato dall'omonimo consorzio di mele – che già si era occupato di gestire, dal 1981 al 1991, l'annuale svolgimento del Circuito degli Assi sulle strade di Nanno.
La prima edizione venne vinta dal ciclista di casa Maurizio Fondriest (in seguito divenuto consulente organizzativo della corsa insieme a Francesco Moser). La terza edizione, quella del 1994, fu valida come prova in linea dei campionati italiani su strada: ad imporsi, in solitaria, fu Massimo Podenzana. Dal 1996 la competizione si tiene non più solo in Valle di Non, ma anche in Val di Sole: le due valli ospitano rispettivamente la sede d'arrivo (a Fondo) e quella di partenza (a Malé).. L'edizione del 2013 è stata valida, per la seconda volta nella storia, come prova in linea dei campionati italiani su strada. Questa scelta è stata ripetuta anche nei Trofeo Melinda successivi. In queste edizioni la partecipazione è stata riservata ai soli corridori italiani.
Nel 2016, si disputò l'ultima edizione della manifestazione, in quel caso valido come campionato italiano, vinta da Giacomo Nizzolo; l'anno successivo la manifestazione si è unita al Giro del Trentino per formare il Tour of the Alps.
Francesco Casagrande, Davide Rebellin e Vincenzo Nibali sono i plurivittoriosi di questa corsa, avendo ottenuto il successo in due occasioni; anche se nella seconda vittoria del siciliano la corsa valeva come campionato italiano.

## Albo d'oro
Aggiornato all'edizione 2016.
| Anno | Vincitore               | Secondo              | Terzo                |
| ---- | ----------------------- | -------------------- | -------------------- |
| 1992 | Maurizio Fondriest      | Gianni Bugno         | Vjačeslav Ekimov     |
| 1993 | Stefano Della Santa     | Mauro Gianetti       | Wladimir Belli       |
| 1994 | Massimo Podenzana       | Francesco Casagrande | Gianni Faresin       |
| 1995 | Pascal Richard          | Felice Puttini       | Gianni Faresin       |
| 1996 | Andrea Tafi             | Massimo Podenzana    | Filippo Casagrande   |
| 1997 | Michele Bartoli         | Wladimir Belli       | Stefano Checchin     |
| 1998 | Rodolfo Ongarato        | Alessandro Baronti   | Dario Frigo          |
| 1999 | Mauro Gianetti          | Carlo Finco          | Andrea Ferrigato     |
| 2000 | Gorazd Štangelj         | Michele Bartoli      | Oscar Mason          |
| 2001 | Francesco Casagrande    | Gianni Faresin       | Patrice Halgand      |
| 2002 | Laurent Dufaux          | Francesco Casagrande | Davide Rebellin      |
| 2003 | Francesco Casagrande    | Davide Rebellin      | Danilo Di Luca       |
| 2004 | Davide Rebellin         | Paolo Tiralongo      | Dario Frigo          |
| 2005 | Damiano Cunego          | Stefano Garzelli     | Luca Mazzanti        |
| 2006 | Stefano Garzelli        | Giovanni Visconti    | Santo Anzà           |
| 2007 | Santo Anzà              | Luca Mazzanti        | Volodymyr Zahorodnyj |
| 2008 | Leonardo Bertagnolli    | Stefano Garzelli     | Mauro Finetto        |
| 2009 | Giovanni Visconti       | Stefano Garzelli     | Miguel Ángel Rubiano |
| 2010 | Vincenzo Nibali         | Vladislav Borisov    | Giovanni Visconti    |
| 2011 | Davide Rebellin         | Miguel Ángel Rubiano | Domenico Pozzovivo   |
| 2012 | Carlos Alberto Betancur | Moreno Moser         | Giampaolo Caruso     |
| 2013 | Ivan Santaromita        | Michele Scarponi     | Davide Rebellin      |
| 2014 | Vincenzo Nibali         | Davide Formolo       | Matteo Rabottini     |
| 2015 | Vincenzo Nibali         | Francesco Reda       | Diego Ulissi         |
| 2016 | Giacomo Nizzolo         | Gianluca Brambilla   | Filippo Pozzato      |